# Attenuazione di spazio libero
In ingegneria delle telecomunicazioni, l'attenuazione di spazio libero (FSPL, free-space path loss) è l'attenuazione della potenza di un segnale elettromagnetico risultante da un percorso in linea di vista attraverso lo spazio libero (di solito l'aria), senza incontrare ostacoli che possano causare riflessioni o diffrazioni.

## Formula base
La formula base dell'attenuazione di spazio libero è:
{\displaystyle FSPL=\left({\frac {4\pi d}{\lambda }}\right)^{2}=\left({\frac {4\pi df}{c}}\right)^{2}}
dove
- {\displaystyle \ \lambda } è la lunghezza d'onda del segnale (in metri),
- {\displaystyle \ f} è la frequenza del segnale (in hertz),
- {\displaystyle \ d} è la distanza fra le due antenne (in metri),
- {\displaystyle \ c} è la velocità della luce nel vuoto, 2.99792458 × 108 metri al secondo.

Volendo esprimere la formula in decibel:
{\displaystyle {\begin{aligned}{\mbox{FSPL(dB)}}&=10\log _{10}\left(\left({\frac {4\pi }{c}}df\right)^{2}\right)\\&=20\log _{10}\left({\frac {4\pi }{c}}df\right)\\&=20\log _{10}(d)+20\log _{10}(f)+20\log _{10}\left({\frac {4\pi }{c}}\right)\\&=20\log _{10}(d)+20\log _{10}(f)-147,55\end{aligned}}}
Per le classiche applicazioni radio, è molto comune misurare {\displaystyle f}in GHz e {\displaystyle d} in km, per cui l'attenuazione diventa:
{\displaystyle FSPL(dB)=20\log _{10}(d)+20\log _{10}(f)+92,45}
Per {\displaystyle \ d,f} in metri e kilohertz, rispettivamente, la costante diventa {\displaystyle \ -87.55}.

Per {\displaystyle \ d,f} in metri e megahertz, rispettivamente, la costante diventa {\displaystyle \ -27.55}.

Per {\displaystyle \ d,f} in kilometri e megahertz, rispettivamente, la costante diventa {\displaystyle \ 32.45}.

Per {\displaystyle \ d,f} in kilometri e gigahertz, rispettivamente, la costante diventa {\displaystyle \ 92.45}.

Per {\displaystyle \ d,f} in metri e hertz, rispettivamente, la costante diventa {\displaystyle \ -147.55}.